# Olavi Mannonen
Olavi Mannonen (n. 7 martie 1930, Viipuri, Viipuri Province⁠(d), Finlanda – d. 17 martie 2019, Helsingfors, Finlanda) a fost un sportiv ce a reprezentat Finlanda, medaliat olimpic. A participat la 2 ediții ale Jocurilor Olimpice (1952, 1956) în care a câștigat o medalie de argint și o medalie de bronz.